# Illuminati di Thanateros
Gli Illuminati di Thanateros sono un'organizzazione internazionale che si occupa di magia ("magia del caos"), fondata nel 1987, ma elaborata a partire dal 1978.

## Nome
Il nome "Thanateros" è una combinazione dei nomi "Thanatos" (in greco personificazione della morte) e "Eros" (dio dell'amore fisico e del desiderio nella mitologia greca): la scelta deriva dall'idea che il sesso e la morte rappresentino le modalità positiva e negativa per ottenere uno "stato di coscienza magico". Il termine "Illuminati" è in accordo l'idea che i membri siano degli "illuminati", ovvero persone che avrebbero padroneggiato i segreti della magia e aiutano altri a raggiungere tale padronanza.
Il nome formale del gruppo è "Il patto magico degli illuminati di Thanateros",, spesso abbreviato come "Il patto".

## Storia

### Inizi
Alla fine degli anni 1970, Ray Sherwin e Peter J. Carroll, due giovani occultisti britannici che si interessavano alla magia cerimoniale, iniziarono a pubblicare la rivista chiamata The New Equinox. Frequentavano entrambi l'ambiente interessato alla magia legato alla libreria di metafisica The Phoenix nell'East End di Londra, ma erano insoddisfatti dallo stato della cultura magica e dai problemi che riscontravano nei gruppi di occultismo esistenti. Nel 1978 pubblicarono di conseguenza un breve annuncio nella loro rivista per proclamare la creazione di un nuovo tipo di "ordine magico", con una gerarchia basata sull'abilità magica, come una sorta di meritocrazia magica. Si descrivevano come "successori spirituali" dei culti di Zos Kia di Austin Osman Spare e come una fusione della filosofia thelemica di Aleister Crowley, del tantrismo, dei sortilegi di Zos e del Tao.
Carroll e Sherwin iniziarono a pubblicare testi sul loro sistema di pratica magica, a volte come articoli nel The New Equinox, a volte come istruzioni ai membri del loro ordine. Il nuovo stile di magia che introdussero, basato su abilità pratiche e non su sistemi metafisici, cominciò a essere conosciuto come "magia del caos". Negli anni 1980 cominciarono ad attrarre seguaci in Inghilterra, Germania e Austria, tra i quali anche scrittori e praticanti dell'occulto influenti.
Nel 1980, Peter Carroll e "frater Vegtan" fondarono a Sydney la Church of Chaos, che durò per circa sei mesi e nel 1984 il Circle of Chaos che durò per tre anni. Nel 1986 Carroll organizzò insieme a Ralph Tegtmeier ("frater U∴D∴") un seminario pubblico, dopo il quale si decise di formare un nuovo ordine magico. La fondazione del Patto fu annunciata nell'agosto del 1987.
Alla fine degli anni 1980, Sherwin abbandonò il Patto in segno di protesta, poiché riteneva che cominciasse ad assomigliare troppo agli ordini gerarchici che una volta erano considerati detestabili dal gruppo.

### La "guerra della magia del ghiaccio"
Agli inizi degli anni 1990 l'organizzazione subì uno scisma interno, dovuto a conflitti sulla dottrina della "magia del ghiaccio",, proposta in particolare da Ralph Tegtmeier.
Helmut Barthel, un membro della sezione tedesca dell'associazione, aveva formulato la dottrina della "magia del ghiaccio" (Eismagie in tedesco), basata su Qi Gong, psionica e arti marziali, così chiamata perché richiederebbe l'immaginare una grande vastità di ghiaccio e l'estrarre potere da tale ghiaccio. Seguendo il mito che identificava nell'"ultima Thule il luogo d'origine delle popolazioni germaniche, secondo Barthel solo le persone di discendenza scandinava o germanica avrebbero avuto un gene dormiente che avrebbe permesso l'uso della "magia del ghiaccio".L'addestramento magico che Barthel imponeva era eccezionalmente difficile.
Ralph Tegtmeier ("frater U∴D∴") fu un sostenitore entusiasta di Barthel, della sua "magia del ghiaccio" e delle politiche autoritarie che Barthel promuoveva. Divenne il suo braccio destro ed entrambi cominciarono a promuovere la dottrina in Germania, reclutando diversi membri.
Peter Carroll, scoperta la situazione, criticò Ralph Tegtmeier e le dottrine che stava insegnando, anche per impedire il nascere di una corrente neonazista all'interno dell'ordine. Il conflitto culminò nel distacco di Tegtmeier e dei suoi seguaci dall'organizzazione. La maggior parte dei membri della sezione tedesca e svizzera lasciarono l'organizzazione, che perse circa il 30% dei suoi membri. Ralph Tegtmeier e alcuni suoi seguaci furono quindi "scomunicati".
Dopo la pubblicazione del Liber Kaos, Carroll si ritirò dalla partecipazione attiva nell'organizzazione, anche se rimase in buoni rapporti con molti dei membri di lunga data.

## Struttura
L'ordine è organizzato, in modo analogo alle tradizionali fraternità occulte, per gradi successivi di competenza magica, responsabilità amministrativa e autorevolezza, a cui si accede per iniziazione. A differenza di molte società occulte, tuttavia, i gradi più alti non comportano quasi nessun privilegio, ma maggiori compiti e responsabilità.
I membri sono obbligati a mantenere il segreto sugli affari interni e sulle identità degli altri membri. Solo dopo la loro morte è stato reso noto che appartenevano all'organizzazione William S. Burroughs, Timothy Leary, e Robert Anton Wilson.

## Relazioni con la sottocultura dell'occultismo
(Pete Carroll)
I membri dell'organizzazione hanno spesso reagito con disprezzo e derisione di fronte agli approcci più tradizionali, religiosi o occulti, alla magia. Phil Hine ha descritto l'organizzazione come "l'ordine per i maghi del caos "seri", così come l'Ordo Templi Orientis esiste per i thelemiti "seri"." Sin dai testi programmatici iniziali è stata presente nell'organizzazione la convinzione che l'occultismo abbondi di superstizione e che necessiti di una riforma o di un approccio più audace e critico alla magia.
Dall'esterno l'organizzazione è considerata come un'organizzazione occulta o neosciamanica.
Le procedure per entrare nell'organizzazione è relativamente difficile e sembra che l'ingresso sia rifiutato alla maggior parte dei richiedenti.
La "magia del caos" si è comunque diffusa anche a di fuori dell'organizzazione, con una diffusa comunità di praticanti nel mondo. Membri dell'organizzazione, come Ramsey Dukes, Dave Lee e Julian Vayne, continuano a pubblicare una parte dei testi sulla magia del caos, ma di questo argomento scrivono anche Kenneth Grant e Jaq D. Hawkins.
La presenza di una gerarchia nello IOT è stata la causa di molte discussioni nella scena della magia del caos. Gli oppositori ritengono che una gerarchia non sia caotica e che sia limitante per i singoli membri, mentre i sostenitori ritengono che sia un prezzo da pagare per permettere un efficiente ed effettivo lavoro di gruppo, soprattutto su scala internazionale.